# 新托里亞爾區

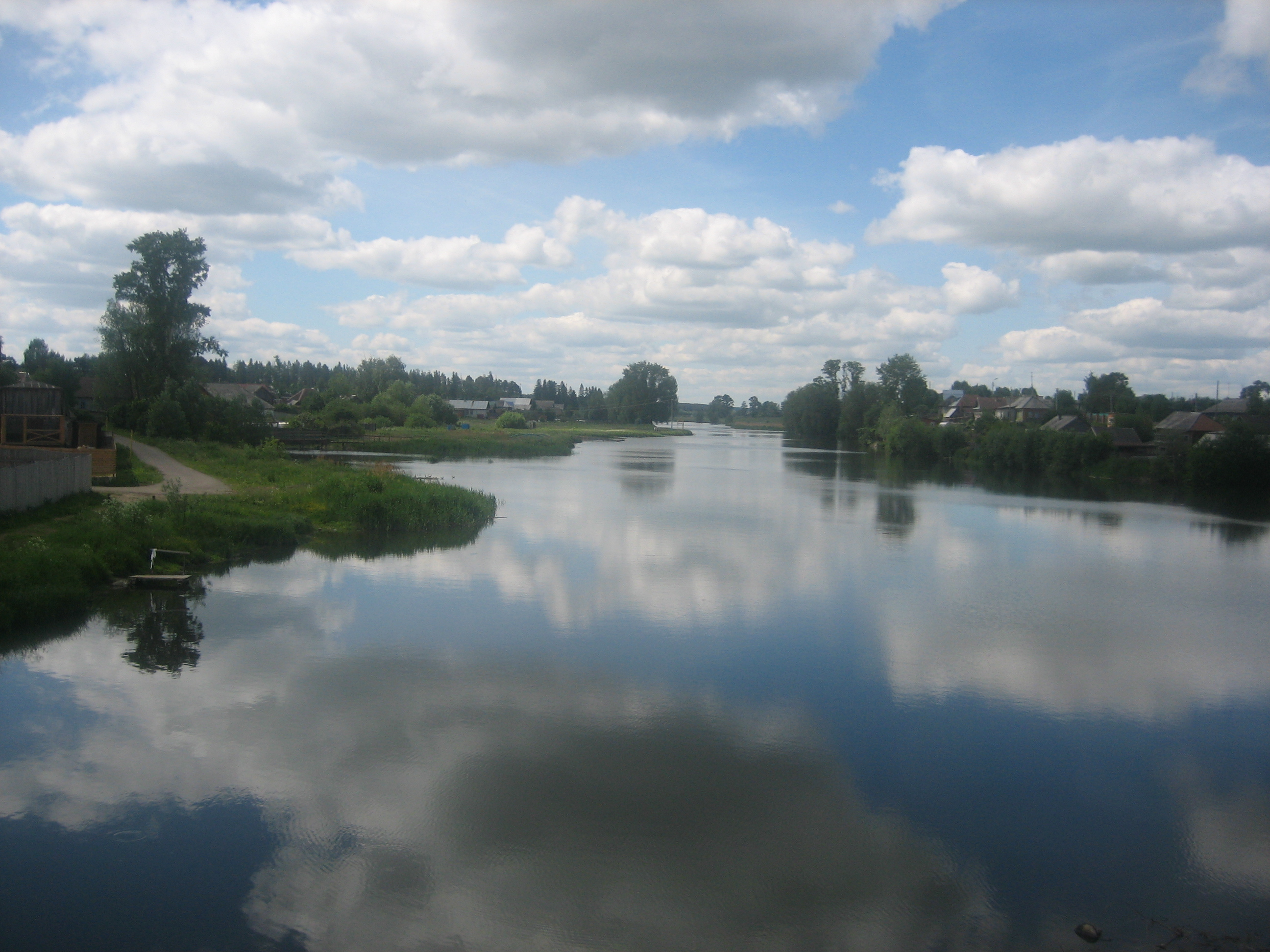

新托里亞爾區（俄语：Новоторъяльский район），是俄羅斯的一個區，位於該國西部，由馬里埃爾共和國負責管轄，面積920平方公里，2010年人口17,124，人口密度每平方公里18.61人。